# Медицина у Црној Гори
Црна Гора је држава са површином од 13.812 km² и становништвом од 620.029, према попису становништва 2011. Земља се граничи са Хрватском, Јадранским морем, Босном и Херцеговином, Србијом и Албанијом. Најчешћи здравствени проблеми су незаразне болести које чине 95% смртних случајева, 4% узроковане повредама и 1% инфекцијама, материнских, перинаталних и нутритивних услова. Остала здравствена подручја су социјално-медицинске одлике алкохола, која је најраспрострањенија болест зависности, као и пушење. Црна Гора има једну од највиших стопа употребе дувана у Европи. Очекивано трајање живота за мушкарце је 74 године, а за жене 79.

## Здравствено стање

### Конзумирање алкохола
Према Министарству здравља, алкохолизам је најраспрострањенија болест зависности. Процењује се да у Црној Гори има око 30.000 алкохоличара од приближно 620.000 становника. Просечни становник годишње потроши 12,8 литара, а глобална потрошња износи око 7 литара по особи. Алкохол не конзумира 20% становника, што чини потрошњу по становнику већом. Укупни трошкови БДП-а који се приписују алкохолу су између 2% и 5%.
Минимална законска старост за куповину алкохола је осамнаест година. Национално ограничење алкохола у крви за вожњу возила је 0,3%.
Године 2009. у основне школе је уведен предмет здрави животни стилови, укључујући студију о превенцији злоупотребе психоактивних супстанци. Предвиђена подручја деловања биле су заједнице и радна места.
Године 2012. израђена је и објављена Национална стратегија за спречавање штетне употребе алкохола и поремећаја повезаних са алкохолом, што представља план 2013—2020. Приоритетна подручја стратегије укључују:
- Ограничавање доступности алкохола
- Ограничени маркетинг алкохола
- Политика цена
- Смањење утицаја и употребе неевидентираног алкохола
- Смањење штетне последице интоксикације[7]

### Пушење
Имају једну од највиших стопа употребе дувана у Европи.
Преваленција мушкараца и жена старости петнаест и више година била је 45,90% од 2016 што представља пад од 0,2% у односу на 2015. када је износио 46,10%. Употреба дувана смањила се током последњих неколико година, са смањењем од мање од 1% сваке године.
Једна од мера предострожности коју је применила како би смањила употребу дувана је забрана пушења у јавним затвореним просторима. Закони су почели да ступају на снагу 14. августа 2019, иако је закон о борби против дувана уведен 2004, није довео до жељених резултата. Закон забрањује пушење на свим јавним местима, као што су ресторани и кафићи (међутим искључују казина), а кршење резултира новчаном казном у распону од 560 до 22.370 долара.

### Заразне болести
Године 2016. 1% смртности је забележено инфекцијама, материнским, перинаталним и нутритивним условима. Неонатални поремећаји су заразна болест која узрокује најраније смрти. Био је четврти узрок превремене смрти 2007, а петнаести 2017.

### Незаразне болести
Незаразне болести чине 95% узрока смртности. Године 2016. 58% чине кардиоваскуларне болести, 22% карцинома, 3% респираторних болести, 2% дијабетеса, 10% других незаразних болести.
Мождани удар је узрок највише смртних случајева, а најранији узрок смрти 2007—2017. Током десет година смртност од можданог удара се смањила за 0,9%. Исхемија срца је проузроковала другу по величини смртност 2007—2017. Током десет година, преваленција преране смрти од ове болести смањила се за 2,3%. Рак плућа је био трећа смртоносна болест 2007—2017. У овом периоду преране смрти узроковане раком плућа порасле су за 8%.

#### Кардиоваскуларне болести
Кључни фактори ризика од кардиоваскуларних болести су:
- пушење (трећина одрасле популације 2008)
- хипертензија (41,7% одраслих је имало 2008)
- хиперхолестеролемија (40% одраслих имало је 2008)
- гојазност (15,1% одраслих 2008, 40% прекомерна тежина)
- дијабетес мелитус и физичка неактивност (11,5% одраслих редовно се бавило физичком активношћу 2008)[12]

#### Карцином
Године 2018. било је 1287 умрлих, 753 мушкараца и 534 жена, забележено је 2366 нових случајева, 1226 мушкараца и 1140 жена. Пет најчешћих карцинома за оба пола су дојке, плућа, дебелог црева, простате и бешике. Најчешћи карцином код мушкараца су плућа, простата, дебело црево, гркљан и бешика, а код жена су дојке, плућа, дебелог црева и грлића материце.

#### Дијабетес
Године 2015. је процењено да 12% становништва има дијабетес.

### Душевно здравље
Прва званична политика заштите душевног здравља је спроведена Стратегијом за унапређење 2004. која је поставила циљеве у вези са општом здравственом политиком, заједно са корацима за развијање и спровођење националне стратегије промоције душевног здравља.
Закон о заштити и остваривању права душевно обољелих спроведен је 2005. као пут за заштиту права пацијената. Закон покрива питања душевног здравља као што су добровољна и присилна хоспитализација, препоруке и основе за обавезно лечење и лечење у мање рестриктивним окружењима.
Акциони план за унапређење душевног здравља усвојен је 2011. као подршка Стратегији што је помогло у пречишћавању и редефинисању закона који је већ имао усклађивање са стандардима Европске уније и Светске здравствене организације.

### Сида
Први случај сиде је забележен 1989. Године 2018. је процењено да у Црној Гори живи мање од 500 заражених одраслих особа, старих 15 и више година. Распрострањеност ХИВ-а код одраслих, 15—49 година је 0,1%. Процењује се да око 100 случајева чине жене старије од 15 година, а око 500 мушкарци. Процењена смртност одраслих и деце сидом је мања од 100. Лечење све деце у потпуности покрива држава, како би елиминисала нове инфекције.

## Исхрана

### Статус исхране одраслих (20+)
Дијабетес код одраслих је у порасту. Између 2000. и 2002, преваленција код жена је била 6,3%, а код мушкараца 6,1%. Забележен је пораст 6,6% и 7,6% код жена и мушкараца 2014. Предвиђа се да ће број заражених 2025. износити 7,7% и 10,2% жена и мушкараца.
Преваленција повишеног крвног притиска код одраслих се смањује. Код мушкараца је износила 36,5% 2000, а забележено је смањене на 34,4% 2015. Код жена је преваленција износила 28,9% 2000, а 2015. смањење на 23,8%.
Распрострањеност особа са прекомерном тежином и гојазности је порасла. Године 2000—2016, преваленција прекомерне тежине код жена је порасла са 45,7% на 52,5%, а код мушкараца са 55% на 66,3%.

### Деца и адолесценти (5—19)
Распрострањеност деце и адолесцената са смањеном телесном тежином се смањила од 2000. Број жена са смањеном тежином је опао са 17,8% на 14,6%. Преваленција премале тежине код мушкараца је 16%—11,4%.
Преваленција деце и адолесцената са прекомерном тежином и гојазношћу је порасла од 2000. Учесталост прекомерне тежине код жена је порасла са 11,4% на 19,6%, а преваленција гојазности са 2% на 5,3%. Учесталост прекомерне тежине код мушкараца је порасла са 16,5% на 30%, а гојазност са 3,8% на 9,8%.
У Црној Гори је борба против гојазности код деце приоритет, што се показује кроз програме као што је програм воћа, поврћа, млека и млечних производа. Овај програм је покренуло Министарство пољопривреде у основним школама. Укључује мултисекторски приступ, где се бесплатна млечна и воћна јела недељно деле основношколцима. Такође обучавају ученике о здравој исхрани, нутритивној вредности хране и пољопривреди.

### Дојенчад (0—4)
Заостајање у развоју је порасло на националном нивоу, са преваленцијом од 7,9% 2005. на 9,4% 2013. Преваленција је већа код мушкараца, са 10,3% 2013, у поређењу са 8,4% код жена.
Распрострањеност дојенчад са прекомерном тежином је порасла, са преваленције од 15,6% 2005, на 22,3% 2013. Преваленција је већа код мушкараца, са 24,7% 2013, у поређењу са 19,6% код жена.

### Политике и акције
Политике и акције које су успостављене као помоћ у областима исхране су:
- Иницијативе за смањење соли — иницијатива уведена 17. децембра 2012, као одговор на доказе о вези између прекомерног уноса соли и незаразних болести, попут кардиоваскуларних болести.[22]
- Акциони план за храну и исхрану — бави се питањима која се тичу маркетинга хране и пића за децу.[21]
- Закон о храни и сигурности — уведен 21. децембра 2007, дефинише маркетинг и презентацију прехрамбених производа доступних у медијима.[21]
- Закон о заштити потрошача — уведен 16. маја 2007. забрањује оглашавање хране малолетницима.[21]

## Очекивано трајање живота
Године 2018. очекивано трајање живота при рођењу је 76,77. Варира за мушкарце и жене, на 74.317 и 79.199 респективно. Тренутни животни век је дужи него протеклих неколико година. На пример, 2010. је износио 75.151, а 2000. 73.228. Постоје разни предложени разлози за објашњење повећања очекиваног трајања живота. Неке студије сугеришу да живот у урбаним срединама резултира дужим животом у поређењу са онима који живе у руралним подручјима. Сеоско становништво је опало на 35,78% 2016, у поређењу са 81,21% 1960.
Током последњих неколико година, стопа смртности и за одрасле мушкарце и жене се смањила. Од 2018. стопа смртности за одрасле мушкарце (на 1000 одраслих) је износила 125.094, што указује смањење са 2010. када је износила 147.104. Од 2018. смртност одраслих жена (на 1000 одраслих) је износила 65,97, што је такође указује смањење са 2010. када је износила 82.022.
Тренутна стопа смртности новорођенчади 2020. је износила 2586 умрлих на 1000 живорођених. Ово показује пад од 3,25% у односу на 2019. када је износила 2673. Морталитет новорођенчади се током последњих неколико година континуирано смањује, што се показује падом од 3,15% између 2018. и 2019. и падом од 9,86% између 2018. и 2017.

## Здравствене информације

### Вакцинација
Путницима се препоручују разне вакцине. Хепатитиса А и Б за све путнике који нису претходно вакцинисани. Тифоид за путнике који планирају јести на местима која нису главни ланци исхране и хотели. ММР вакцина се такође препоручује онима који већ нису примили другу дозу. Вакцина против беснила се препоручује путницима који су у великом ризику од контакта са животињама (укључујући псе, слепе мишеве и друге месоједе). У сезони се препоручују и вакцине против грипа.

### Здравствени ризици
Ковид 19 представља здравствени ризик за становнике Црне Горе.
Крпељски менингоенцефалитис представљају ризик, посебно у шумама, пољима и окружењу.
Птичји грип се такође појавио у региону. Иако нису забележени случајеви код људи, постоје код живине.

## Здравствена заштита
Према Health Consumer Powerhouse, Црна Гора има најзаосталији здравствени систем у Европи. Јавне услуге се финансирају путем фонда здравственог осигурања. Финансира се из доприноса зараде од 10,5%. Око 5% националног буџета се издваја за здравство. За све залихе јавних болница 2016. је било обезбеђено 5 милиона евра, око трећине онога што се сматрало неопходним, 72,5% укупне здравствене потрошње долази из фонда.
Министарство здравља води национални здравствени фонд. Доприноси послодаваца и запослених дају право грађанима на здравствену заштиту. Овај програм покрива већину медицинских услуга, осим одређених лекара.

### Финансирање и потрошња
Потрошња је износила око 578 долара по становнику, 2010. је потрошила 365 милиона долара на здравство. Већина здравствене заштите (две трећине) се плаћа кроз државне издатке, остатак се издваја за расходе домаћинстава (30%) и друге изворе (3%). Године 2010. је 14% државне потрошње уложено у здравство (6% БДП-а).

### Кадровирање
У Црној Гори је забележено 199 лекара на 100.000 људи и 554 медицинских сестара и бабица, што је ниже од европског просека који чини 325, односно 554 лекара и медицинских сестара на 100.000. Такође имају најмањи удео фармацеута по глави у Европи, 17 на 100.000 2015.